# Nikolay Petrovich Linevich
Nikolai Petrovich Linevich (Николай Петрович Линевич, sinh ngày 5 tháng 1 năm 1839 - ngày 10 tháng 4 năm 1908) là một sĩ quan Đại tướng Đế quốc Nga và trợ thủ trong quân đội Hoàng gia Nga ở vùng Viễn Đông vào giai đoạn sau của cuộc chiến tranh Nga-Nhật.

## Huân chương
- Huân chương Thánh George, hạng 3, tháng 8 năm 1900
- Huân chương Thánh George, hạng 4
- Huân chương Thánh Vladimir, hạng 3
- Huân chương Thánh Vladimir, hạng 4
- Huân chương Thánh Anne hạng 3
- Huân chương Thánh Stanislaus hạng 3
- Huân chương Leopold I, hạng 1 (Belgium)
- Huân chương Mặt trời mọc, hạng 1, (Nhật Bản)
- Order of St. Andrew

### Sách
- Connaughton, R.M (1988). The War of the Rising Sun and the Tumbling Bear—A Military History of the Russo-Japanese War 1904–5, London, ISBN 0-415-00906-5.
- Jukes, Geoffry. The Russo-Japanese War 1904–1905. Osprey Essential Histories. (2002). ISBN 978-1-84176-446-7.
- Warner, Denis & Peggy. The Tide at Sunrise, A History of the Russo-Japanese War 1904–1905. (1975). ISBN 0-7146-5256-3.